# Ben Bottoms
Ben Bottoms (Santa Barbara (Californië), 3 december 1960) is een Amerikaanse acteur en kunstenaar. Bottoms werd geboren als zoon van een beeldhouwer en kunstleraar. Hij is de broer van de acteurs Sam Bottoms, Joseph Bottoms en Timothy Bottoms. Zelf is hij niet alleen acteur, vooral voor televisie, maar ook beeldend kunstenaar.
Hij speelde rollen in:
- Joseph's gift (1998)
- Ava's magical Adventure (1998)
- She woke up (1992) (Televisiefilm)
- Island sons (1987) (Televisiefilm)
- Voice in exile (1984)
- Blinded by the Light (1980) (Televisiefilm)
- More American Graffiti (1979)
- Stalk the Wild Child (1976) (Televisiefilm)